# Ricardo Gomes
Ricardo Gomes Raymundo (Rio de Janeiro, 13 de dezembro de 1964) é um treinador e ex-futebolista brasileiro que atuava como zagueiro. Atualmente é coordenador técnico interino da Seleção Brasileira.

## Carreira como jogador

### Fluminense
Ricardo Gomes iniciou sua carreira como zagueiro do Fluminense no início dos anos 80. Pelo Tricolor das Laranjeiras, conquistou um tricampeonato carioca (1983, 1984 e 1985) e formou a dupla de zaga campeã brasileira de 1984, considerando os principais títulos oficiais. Em 201 partidas pelo Fluminense, Ricardo obteve 102 vitórias, 65 empates e 34 derrotas, marcando 14 gols.

### Benfica
Em meados de 1988, assinou com o Benfica, de Portugal, ao lado do compatriota Valdo.
Junto com Mozer, formou a dupla de zagueiros do Benfica campeão do Campeonato Português na temporada 1988–89. Os brasileiros entraram para a história do clube e do próprio futebol português como uma das duplas de zaga mais bem-sucedidas da história, que chegou ao fim do campeonato com 15 gols sofridos em 38 partidas. Ricardo Gomes fez 31 jogos e marcou oito gols, quase todos decisivos.
Desfeita a melhor dupla de sempre, Ricardo formou outra ótima dupla, agora com Aldair. O Campeonato Português escapou, mas a presença na final da Copa dos Clubes Campeões Europeus — atual Liga dos Campeões da UEFA — era sinal indicativo da vitalidade competitiva do clube. Na ocasião, os benfiquistas perderam por 1 a 0 para o grande esquadrão do Milan comandado por Arrigo Sacchi.
Na temporada 1990–91, novo titulo nacional para o Benfica, com nove gols de Ricardo Gomes na prova.
Ricardo Gomes alinhou pelo Benfica 140 vezes, marcou 27 gols e ganhou dois títulos nacionais, uma Taça de Portugal e uma Supertaça. Entrou no Benfica em 1988–89 e foi o primeiro jogador que, não tendo nascido em Portugal ou nas colônias, envergou a braçadeira de capitão.

### Paris Saint-Germain
Em 1991, o Canal+ comprou o Paris Saint-Germain. Com vontade de montar um time capaz de competir com o Olympique de Marseille, do magnata Bernard Tapie, o diretor de futebol Michel Denisot apostou em três brasileiros: Valdo, Geraldão, zagueiro Porto, e Ricardo.
No ano de 1994, contra o Toulouse, Ricardo marcou o gol que deu ao PSG o título do Campeonato Francês.
No Paris Saint-Germain, o brasileiro virou ídolo e teve ótimos momentos. Com Valdo e Raí, conquistou duas Copas da França (1993 e 1995) e um Campeonato Francês, em 1993–94.

### Retorno ao Benfica
Na segunda passagem pelo Benfica, não atuou em grande parte da temporada, mas ainda assim conseguiu marcar quatro gols no Campeonato Português, e ajudou o time a conquistar a Taça de Portugal. O zagueiro encerrou a carreira em 1996, com apenas 31 anos.

## Seleção Nacional
Ricardo defendeu a Seleção Brasileira em 52 partidas, segundo o livro Seleção Brasileira - 90 Anos, de Roberto Assaf e Antônio Carlos Napoleão. O defensor participou de 31 vitórias, 13 empates e oito derrotas, com quatro gols marcados.
A boa campanha no Campeonato Brasileiro de 1984 lhe renderia uma chance na Seleção Brasileira. Três anos depois, uma contusão atrapalhou os planos de Ricardo Gomes na Seleção.
Entretanto, em 1989, Gomes se consolidou na seleção e foi titular na conquista da Copa América e nas Eliminatórias da Copa do Mundo de 1990. Já atuando pelo Benfica, foi capitão da Seleção do Brasil na Copa do Mundo de 1990, realizada na Itália. A classificação para o Mundial veio, mas o tetracampeonato não seria daquela vez.
Em 1991, o zagueiro foi contratado pelo Paris Saint-Germain, onde tornou-se ídolo, jogando por quatro temporadas. Em meio à boa fase no clube francês, foi convocado por Carlos Alberto Parreira para a Seleção Brasileira que disputaria a Copa do Mundo de 1994. O zagueiro era titular em um amistoso contra El Salvador, o último antes da estreia na Copa. Porém, aos 21 minutos, Ricardo sofreu uma lesão muscular que o cortaria do mundial.
Ricardo era o zagueiro preferido de Parreira. Nas Eliminatórias para a Copa de 1994, ele atuou apenas nas quatro últimas partidas, por conta de uma contusão abdominal, mas ainda assim marcou três gols.

## Carreira como treinador
Como treinador, destacou-se no Paris Saint-Germain, sendo campeão da Copa da França e da Copa da Liga Francesa. Já pelo Vitória, conquistou o Campeonato Baiano e a Copa do Nordeste em 1999. Em seu retorno à França, comandou o Bordeaux ao vice-campeonato francês na temporada 2005–06. Já na temporada seguinte, Ricardo Gomes surpreendeu e levou o time ao título da Copa da Liga Francesa, superando o favorito Lyon na final.
Depois de duas passagens vitoriosas na França, assumiu o comando de seu terceiro clube europeu, o também francês Monaco, em junho de 2007, assinando contrato por duas temporadas.
Teve passagens também por outros clubes, como Guarani, Flamengo, Fluminense, Juventude, Coritiba e ainda pela Seleção Brasileira Olímpica.

### São Paulo
Em 20 de junho de 2009, foi anunciado como novo técnico do São Paulo. O time paulista estava sem treinador depois da saída de Muricy Ramalho, no dia anterior. A negociação foi anunciada pelo então presidente do clube, Juvenal Juvêncio. Isso significou a volta de Gomes a um time do Brasil, já que seu último trabalho no país havia sido em 2004, no Flamengo. No Campeonato Brasileiro, disputou o título até a última rodada, levou o time ao terceiro lugar e conseguiu a classificação para a Copa Libertadores da América.
Em 6 de agosto de 2010, com o término de seu contrato, os dirigentes do tricolor paulista decidiram não renovar o seu vínculo. No total, o técnico comandou a equipe em 73 partidas, com 38 vitórias, 15 empates e 20 derrotas — um aproveitamento de 58,9%.

### Vasco da Gama
Foi anunciado como novo treinador do Vasco da Gama no dia 2 de fevereiro de 2011. Pelo Cruzmaltino, o treinador realizou uma grande temporada e conquistou a Copa do Brasil em junho.
Durante uma partida entre Vasco da Gama e Flamengo no Engenhão, no dia 28 de agosto, Ricardo sofreu um AVC hemorrágico, que o afastaria do esporte por quase quatro anos.

### Retorno ao futebol
No dia 22 de julho de 2015, Ricardo Gomes assumiu o desafio de voltar ao trabalho quase quatro anos após o AVC e aceitou o convite para treinar o Botafogo. Com o clube carioca, foi campeão da Série B, retornando para a elite do futebol.

### São Paulo (segunda passagem)
Em dia 13 de agosto de 2016, o Botafogo anunciou por meio de nota oficial a saída de Ricardo Gomes para comandar o São Paulo. Também foi anunciada a efetivação de Jair Ventura como novo técnico do clube carioca.
Após maus resultados pelo tricolor paulista, Ricardo foi demitido do comando do São Paulo no dia 23 de novembro.

### Al-Nassr
Teve a sua contratação anunciada pelo Al-Nassr, da Arábia Saudita, no dia 13 de junho de 2017.

## Carreira como dirigente

### Santos
Em 20 de junho de 2018, foi anunciado como executivo de futebol do Santos. Permaneceu no cargo até setembro de 2018, indo para o Bordeaux, da França.

### Bordeaux
Em 5 de setembro de 2018, foi oficializado como gerente geral do Bordeaux.
Após resultados ruins da equipe francesa na temporada, Ricardo foi demitido do clube no dia 26 de fevereiro de 2019.

### Athletico Paranaense
Em 4 de janeiro de 2022, Ricardo Gomes foi anunciado como diretor-executivo de futebol do Athletico Paranaense, após ficar dois anos afastado do futebol.

## Estatísticas como treinador
| Clube         | Jogos | Vitórias | Empates | Derrotas | Aproveitamento (%) |
| ------------- | ----- | -------- | ------- | -------- | ------------------ |
| Vitória       | 60    | 31       | 12      | 17       | 58,4%              |
| Fluminense    | 34    | 12       | 11      | 11       | 46%                |
| São Paulo     | 91    | 44       | 20      | 27       | 59%                |
| Flamengo      | 15    | 4        | 6       | 5        | 40%                |
| Vasco da Gama | 44    | 24       | 13      | 7        | 64,4%              |
| Botafogo      | 67    | 34       | 17      | 16       | 63%                |
| Al-Nassr      | 7     | 1        | 4       | 2        |                    |

## Títulos

### Como jogador
Fluminense
- Campeonato Carioca: 1983, 1984 e 1985
- Taça Guanabara: 1983 e 1985
- Campeonato Brasileiro: 1984
- Torneio de Seul: 1984

Benfica
- Campeonato Português: 1988–89 e 1990–91
- Taça de Portugal: 1995–96

Paris Saint-Germain
- Campeonato Francês: 1993–94
- Copa da França: 1993 e 1995

Seleção Brasileira
- Jogos Pan-Americanos: 1987 (Ouro)
- Copa América: 1989

### Como treinador
Paris Saint-Germain
- Copa da França: 1997–98
- Copa da Liga Francesa: 1997–98

Vitória
- Campeonato Baiano: 1999
- Copa do Nordeste: 1999

Bordeaux
- Copa da Liga Francesa: 2006–07

Vasco da Gama
- Copa do Brasil: 2011

Botafogo
- Campeonato Brasileiro - Série B: 2015